# Coralliophaga
Coralliophaga är ett släkte av musslor. Coralliophaga ingår i familjen Trapezidae.
Kladogram enligt Catalogue of Life:
| Coralliophaga | \| \| Coralliophaga coralliophaga \| \| \| \| \| \| Coralliophaga lithophagella \| \| \| \| |
|               | \| \| Coralliophaga coralliophaga \| \| \| \| \| \| Coralliophaga lithophagella \| \| \| \| |
|               | Glossocardia                                                                                |
|               |                                                                                             |
|               | Neotrapezium                                                                                |
|               |                                                                                             |
|               | Trapezium                                                                                   |
|               |                                                                                             |
|               | Coralliophaga coralliophaga                                                                 |
|               |                                                                                             |
|               | Coralliophaga lithophagella                                                                 |
|               |                                                                                             |

|  | Coralliophaga coralliophaga |
|  |                             |
|  | Coralliophaga lithophagella |
|  |                             |